# رودني بارتون
رودني بارتون (بالإنجليزية: Rodney Barton)‏ هو لاعب كرة الريشة أمريكي، ولد في 1960.